# Frances Ha
Frances Ha és una comèdia dramàtica estatunidenca dirigida per Noah Baumbach, escrita per Noah Baumbach i Greta Gerwig, qui també té el paper protagonista. Es va presentar al Telluride Film Festival el setembre de 2012 i es va estrenar en sales el 2013. S'ha subtitulat al català.

## Argument
Frances Ha (Greta Gerwig) és una noia prop de la trentena que ha decidit complir el seu somni de ser ballarina en una companyia de dansa de Nova York. Viu amb una amiga i gaudeix de la vida amb alegria i despreocupació.
Frances Ha és una faula còmica moderna que explora Nova York, l'amistat, l'ambició, el fracàs, l'alliberament. Retrat d'una joventut que és incapaç de poder arrelar-se enlloc, que viu el present amb incertesa sobre el seu futur, envoltada en una mena de caos vital.

## Repartiment
- Greta Gerwig: Frances Halladay
- Mickey Sumner: Sophie Levee
- Charlotte d'Amboise: Colleen
- Michael Esper: Dan
- Adam Driver: Lev Shapiro
- Grace Gummer: Rachel
- Michael Zegen: Benji
- Patrick Heusinger: Patch
- Maya Kazan: Caroline
- Justine Lupe: Nessa
- Britta Phillips: Nadia
- Juliet Rylance: Janelle
- Dean Wareham: Spencer
- Josh Hamilton: Andy

## Al voltant de la pel·lícula
Rodada en blanc i negre, el seu ambient despreocupat recorda a la Nouvelle Vague francesa, l'estètica de la pel·lícula juga constantment amb la fragmentació, i ens invoca també realitzadors novaiorquesos com Cassavetes, Allen o Jarmusch. De fet s'hi pot trobar una escena d'homenatge explícit al film Mauvais sang, de Leos Carax, amb el tema Modern love de David Bowie. Representa un testimoni de la vitalitat actual del cinema nord-americà independent. Un film d'aparença senzilla i espectacular carcassa emocional. Una obra explicada volgudament sense transcendència, sobre la inestabilitat i el moviment d'uns personatges que no saben cap on van.
A la seva presentació en el Telluride Film Festival, el setembre de 2012 Hollywood Reporter la va qualificar com "una pel·lícula poc convencional i intel·ligent".
Frances Ha ha estat rebuda amb elogis de la crítica. Basat en 162 comentaris recollits per Rotten Tomatoes, la pel·lícula té un 93% d'aprovació, amb una puntuació mitjana de 7,8 / 10.
Greta Gerwig va ser nominada al Globus d'Or a la millor actriu musical o còmica 2013 pel seu paper com a Frances Ha.